# Bargoed
Bargoed (wal. Bargod) – miasto w południowej Walii, w hrabstwie Caerphilly, położone nad rzeką Rhymney. W 2011 roku liczyło 11 537 mieszkańców.
W latach 1897–1977 funkcjonowała tu kopalnia węgla, jedna z największych w regionie, stanowiąca miejsce zatrudnienia dla znacznej części tutejszej ludności. W rezultacie działalności górniczej powstała tu swego czasu największa hałda w Europie, obecnie przekształcona w park.